# Gertrude Breslau Hunt
Gertrude Breslau Hunt (Chicago, 10 de diciembre de 1869- 20 de noviembre de 1952) fue una autora y conferencista estadounidense de Chicago. Fue una de las principales escritoras del Partido Socialista de América, a menudo escribió sobre temas que afectaban a las mujeres y participó activamente en el movimiento sufragista. También publicó bajo el nombre de Gertrude Breslau Fuller.

## Trayectoria

### Comienzos
Gertrude Breslau nació en Chicago el 10 de diciembre de 1869. Su padre, un artista llamado James Cushman Breslau, murió cuando ella era una niña y fue adoptada por Henry H. Kaiser y Diadma Kaiser del condado de Howard, Iowa. Se convirtió en socialista a la edad de 16 años después de estudiar la cuestión del impuesto único y el movimiento de templanza en Iowa.

### Carrera
En 1902, escribía para periódicos socialistas y se había ganado la reputación de ser "una de las mujeres más capaces del movimiento socialista de Illinois". En 1907 era organizadora nacional del Partido Socialista. Sus contemporáneos la describieron a menudo como una conferenciante brillante y estuvo involucrada en el movimiento Lyceum.
Publicó An Easy Wheel and Other Stories, una obra de ficción periodística que describe la vida rural y de clase trabajadora, en 1910. Poco después se mudó a Pittsburgh, donde vivió el resto de su vida. En 1911, jugó un papel decisivo en la obtención de la liberación de Fred Merrick, editor de la revista Justice, que había sido encarcelado por difamación después de exponer el trato brutal de los prisioneros en la Penitenciaría del Oeste en Pensilvania. Al año siguiente, fue delegada de Pensilvania a la Convención de 1912 del Partido Socialista de América.
En 1915, dirigiéndose a la multitud en una manifestación por el sufragio en Pittsburgh, abogó por el sufragio femenino como un medio para lograr la igualdad salarial:
```
Mientras las mujeres no tengan voz en el gobierno, estarán mal pagadas... ¿Por qué debería diferenciarse a la mujer que se gana la vida para sí misma y su familia del hombre asalariado? Ella paga el mismo alquiler, paga el mismo precio por la comida, por el combustible, por la ropa. ¿Por qué no debería permitírsele el privilegio otorgado a los hombres de tener voz en los asuntos legislativos para que ella pueda mejorar su condición?
```

Más tarde se unió al Partido Demócrata y se convirtió en la vicepresidenta demócrata del estado. En su obituario se la recuerda como una "líder pionera del Partido Demócrata en Pittsburgh y el Estado". Fue subdirectora del Museo Estatal de Pensilvania durante la administración del gobernador George H. Earle a fines de la década de 1930. En 1940, vivía en Pittsburgh y todavía daba discursos políticos.